# 陈邦典
陈邦典（1901年—1976年），江苏嘉定人，中国农工民主党党员。陈邦典1926年毕业于上海圣约翰大学医学院，获得医学博士学位，后留学美国，在1931年于美国宾夕法尼亚大学医学研究院获硕士学位。回国后，陈邦典先后担任中央医院泌尿科主任、上海仁济医院泌尿科主任等职。
陈邦典被誉为中国泌尿外科学的奠基人之一。1976年，陈邦典因在文化大革命中受到冲击去世，1979年获平反。

## 家族
- 父：陈传德（1883年－1954年），字仲达，江苏嘉定人，毕业于上海复旦公学，曾任嘉定县县长、无锡县县长、复旦大学中文系教授等。
- 弟：陈邦宪、陈邦本